# فكتور فايفر
فكتور فايفر (بالألمانية: Viktor Pfeifer)‏ هو مدرب تزلج فني ‏ نمساوي، ولد في 16 مايو 1987 في غراتس في النمسا.

## وصلات خارجية
- فكتور فايفر على موقع الاتحاد الدولي للتزلج (الإنجليزية)
- فكتور فايفر على موقع أوليمبيديا (الإنجليزية)